# Organisation militaire belge de résistance
L’Organisation Militaire Belge de Résistance ou OMBR était l'un des mouvements de la résistance intérieure belge face à l'occupant nazi durant la Seconde Guerre mondiale. Fondée en 1940, elle n'adoptera l'acronyme O.M.B.R. qu'en juillet 1942. L'OMBR restera, la guerre durant, une faction relativement petite compte tenu de son effectifs de 3112 hommes et femmes.
L'acronyme du groupe fut délibérément choisi en raison de son homophonie avec le terme « ombre ». Leur devise était : « Mieux vaut mourir que trahir ». L'adresse clandestine du secrétariat de la OMBR était 52 Rue Philippe-de-Champagne à Bruxelles.
Leur serment était : « Je jure fidélité à la Patrie, d'observer la loi et la constitution du peuple belge, d'obéir à mes chefs, de ne jamais trahir ».

## Membres
- Herman Bodson (scientifique et minéralogiste belge, il émigrera aux États-Unis après la fin de la guerre)
- G. Allaert, le Commandant de la O.M.B.R. en 1944
- Luciaan Jozef De Keyser, qui était un agent de recrutement pour la O.M.B.R. pour la région de Malines (Mechelen).
- Karel Florent Soudan (né le 6 juin 1905), un officier belge de police. Il faisait partie de la 112me Brigade de la O.M.B.R. à Malines (Mechelen), entre 22 avril 1944 et 14 octobre 1944. Il avait reçu la « médaille de la résistance » (medaille van de weerstand) et la "médaille commémorative de la Guerre 1940-1945" (herinneringsmedaille van de Oorlog) avec deux épées croisées. En 1955 il fut promu au grade de Commissaire adjoint de Police[5].
- Marcel Scieur (Charleroi)
- Robert Verheyden (né 19 août 1906, à Dilbeek), bourgmestre de Dilbeek pendant la guerre et membre de l'O.M.B.R, du S.R.A et du réseau Manfriday.